# توماس جيفرسون هالسي
توماس جيفرسون هالسي هو سياسي أمريكي، ولد في 4 مايو 1863 في دوفر في الولايات المتحدة، وتوفي في 17 مارس 1951 في وستفيلد في الولايات المتحدة. نشط حزبياً في الحزب الجمهوري. وقد انتخب عضو مجلس النواب الأمريكي ‏.